# Kaukasische spar
De Kaukasische spar (Picea orientalis), soms ook wel oosterse spar genoemd, is een boom uit de dennenfamilie (Pinaceae). Deze boom kan tot 50 m hoog worden. De schors is dun, bruin en geschubd. Het is de spar met de kortste naalden (5 tot 10 mm). De naalden zijn dofgroen, hebben een duidelijk vierkantige doorsnede en een stompe top. Aan de bovenzijde van de twijgen staan de naalden dicht radiaal, aan de onderzijde min of meer gescheiden.
De Kaukasische spar komt voor in noordelijk Klein-Azië en de Kaukasus in gebergten (800-2000 m). In Europa wordt hij aangeplant in parken.
Kegels (september tot oktober) zijn 6 tot 9 cm lang en hebben gaafrandige schubben. De twijgen zijn fijn behaard, witachtig tot lichtbruin.
De Kaukasische spar is vorstgevoelig maar resistenter tegen droogte dan de fijnspar (Picea abies).
De fijnspar (Picea abies) en de blauwe spar (Picea pungens) zijn vergelijkbare soorten, maar zij hebben langere en spitse naalden.

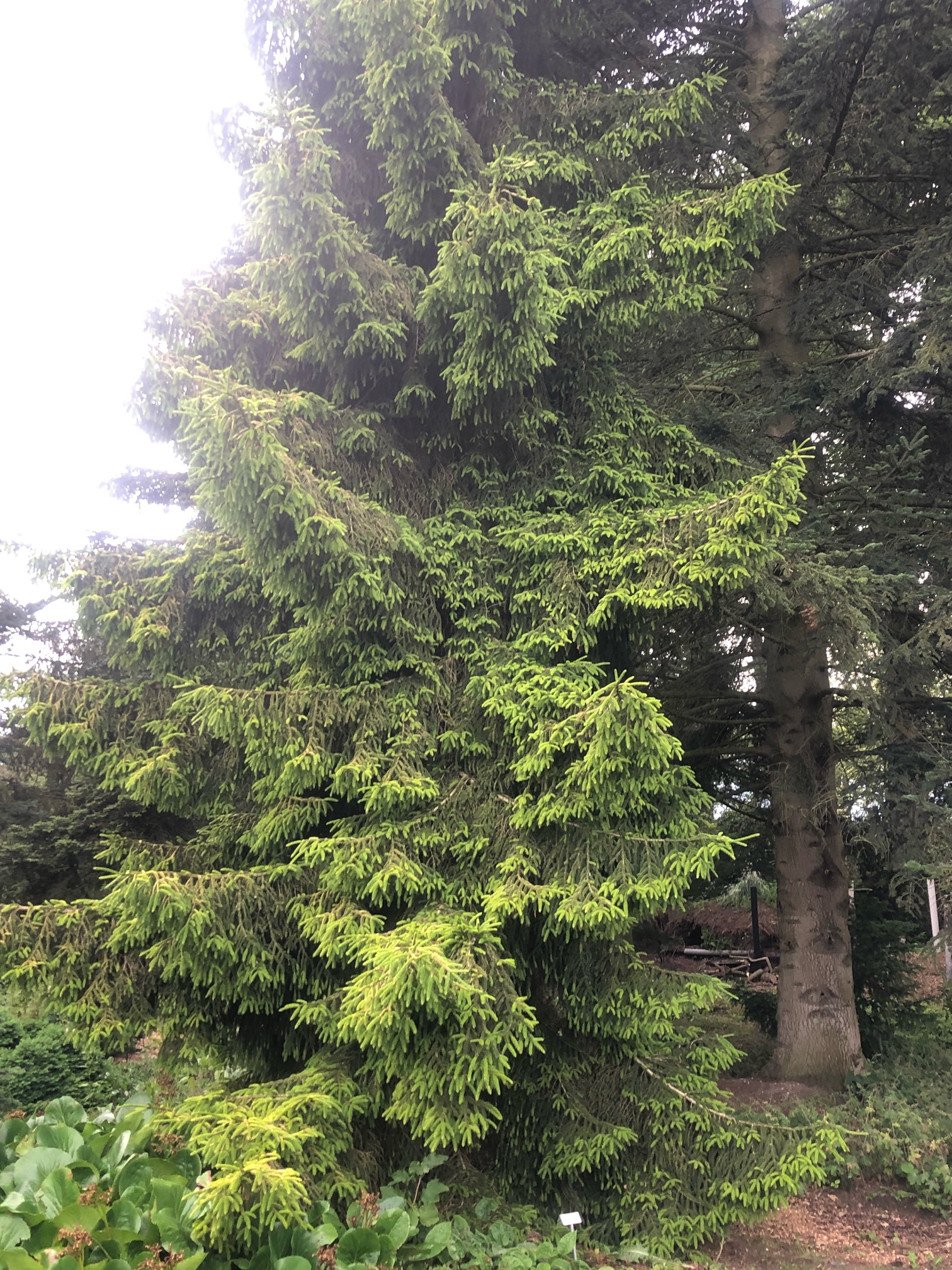
Picea orientalis ‘Aurea Compacta'
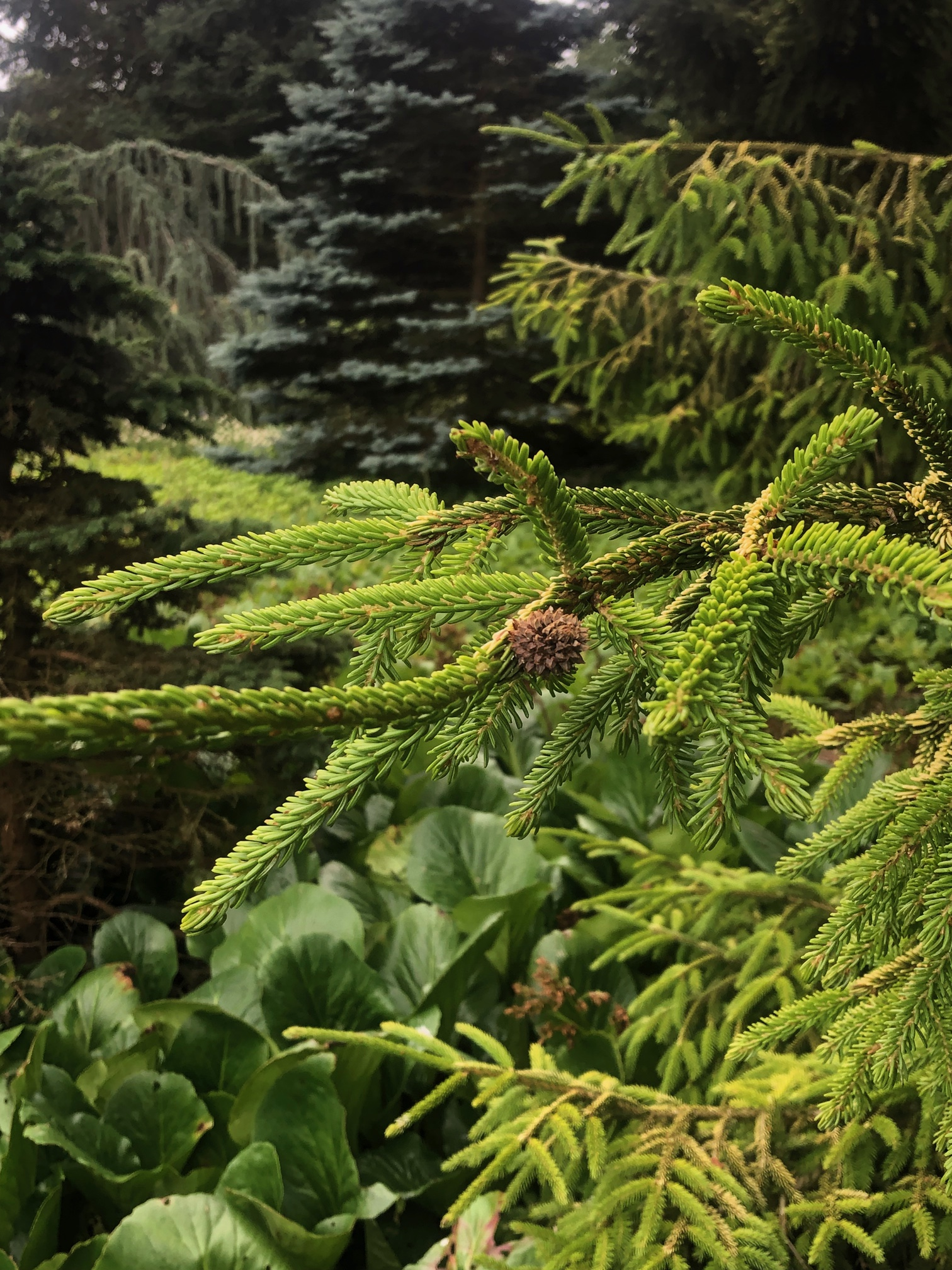
Picea orientalis ‘Aurea Compacta' naalden